# Euoplocephalus
Euoplocephalus (Grčki eu/ευ - "dobro", hoplo/οπλο - "oklopljen" i kefale/κεφαλη - "glava"; "dobro oklopljena glava") bio je jedan od najvećih rodova infrareda Ankylosauria, čiji su pripadnici bili veličine malenog slona. Ove vrste ankilosaura imaju najkvalitetnije očuvane fosilne ostatke, pa su njegov oklop, tijelo i toljaga na repu dobro dokumentirani.

## Opis
Među ankilosauridima, veći od Euoplocephalusa bili su samo Tarchia i Ankylosaurus. Euoplocephalus je bio dug 6 m, širok 2,4 m, i težio je oko 2 tone. Na stražnjim nogama imao je tri prsta, a na prednjim pet. 
Lubanja Euoplocephalusa može se razlikovati od glava ostalih ankilosaurida prema nekoliko anatomskih osobina, uključujući raspored koštanih ploča u predjelu ispred očiju; oblik malenih kostiju iznad očiju, koje su možda služile kao koštani očni kapci; plitkost vestibulum nasi pri ulazu u nosnu šupljinu; medijalni luk redova zuba u gornjoj čeljusti; i zubi, koji su relativno maleni, nemaju cingulum i imaju promjenjive udubine na površini korijena zuba. Kada se gleda odozgo, lubanja podsjeća na zarubljen jednakostranični trokut i neznatno je veće širine od duljine. Mozak je bio vrlo malen, kao i kod ostalih ankilosaura. Usta su završavala bezubim kljunom, a zubi u ostatku čeljusti bili su maleni i u obliku lista. Kao i kod većine četveronožnih pripadnika Ornithischia, vrat je kratak, lopatica je masivna i robusna, a prednji udovi su kraći od zadnjih. Rep je bio dug i završavao je koštanom toljagom. Starije rekonstrukcije Euoplocephalusa, njegovih sinonima (Scolosaurus) i odbijenih sinonima (Dyoplosaurus) često pokazuju repnu toljagu s dvije velike vertikalne bodlje. To je greška koja se temelji na restauraciji Scolosaurusa koju je uradio Franz Nopcsa; primjerak koji je on koristio imao je nepotpun rep kojeg više nije bilo nakon para kupastih bodlji za koje se sada zna da su se nalazile na sredini repa. Drugi umjetnici kombinirali su bodlje s repnom toljagom, te tako napravili već spomenutu grešku. Distalna polovina repa imala je okoštale tetive. 
Kralježnica Euoplocephalusa sastojala se od sedam vratnih kralježaka, 13 leđnih, tri križna i barem 21 repnog kralješka. Ukupni broj repnih kralježaka nije sigurno određen zato što su neki srasli i činili dio repne toljage. Takvo srastanje postojalo je i kod ostalih ankilosaurida, a moguće je da je opseg srastanja bio povezan sa starošću. Kao i kod ostalih ankilosaura, posljednja četiri leđna kralješka i prvi repni kralježak bili su srasli sa zdjelicom, te tako formirali sinsakrum.
Glava i tijelo Euoplocephalusa bili su pokriveni koštanim oklopom, koji je nedostajao na udovima i možda pri kraju repa. Većina oklopa sastojala se od malenih pločica. Veće ravne ploče, kupaste ploče i ploče u obliku diskova bile su raspoređene u dijagonalnim pojasevima. Dva pojasa štitila su dorzalnu i lateralnu površinu vrata, četiri su se nalazila u prednjem dijelu trupa, tri su štitila zdjelicu i četiri anteriorni dio repa. Smatra se da je takav raspored po pojasevima omogućavao veću pokretljivost. Vrste velikih ploča razlikovale su se zavisno od mjesta na tijelu na kojem su se nalazile. Na primjer, na vratu su se nalazile velike ploče s hrbatima, na ramenima, kod srednje linije tijela, nalazile su se visoke ploče, oklop iznad zdjelice uključivao je i velike ploče u obliku diska, a u zadnjem pojasu na repu nalazile su se visoke kupaste ploče. Malo se zna o oklopu na udovima. Velike ploče s hrbatom nalazile su se na nadlakticama. Uz to, Euoplocephalus je imao dva piramidalna roga na stražnjem dijelu glave.

## Klasifikacija i primjerci
Paleontolog Lawrence Morris Lambe otkrio je 1902. prvi (holotipni) primjerak i predložio naziv Stereocephalus. Taj je naziv, međutim, već bio zauzet (pripadao je jednom rodu kukaca), pa ga je promijenio u Euoplocephalus 1910. godine. U službenoj znanstvenoj literaturi taj novi naziv mnogo je puta na razne načine nepravilno napisan. Jednom se, također, smatrao sinonimom za rod Ankylosaurus.
U Alberti (Kanada) i Montani (SAD) otkriveni su fosili više od 40 jedinki, što čini Euoplocephalusa najbolje poznatim ankilosauridom. U spomenute ostatke spada i 15 lubanja, zubi i nekoliko gotovo potpunih kostura s još uvijek pričvršćenim oklopom. Najčešće se nalaze induvidualne ploče.
Coombs je 1971. objavio ponovni orijentacijski pregled sjevernoameričkih ankilosaura. Nalgasio je da su, među mnogim primjercima vrlo sličnim Euoplocephalusovim (od kojih su mnogi svrstani u vlastite rodove i vrste), njihove lubanje toliko varirale da je svaki poznati primjerak trebao biti nova vrsta ili da su u pitanju induvidualne varijacije unutar jedne vrste (E. tutus). Polazeći od pretpostavke da je tijekom geološke epohe kampanija u razdoblju gornje krede postojala samo jedna vrsta ankilosaura, Coombs je sinonimizirao rodove Anodontosaurus, Dyoplosaurus i Scolosaurus s Euoplocephalus ili E. tutus, stvorivši vrstu koja je živjela gotovo deset milijuna godina, tj. tijekom cijelog kampanija. Ta sinonimizacija bila je prihvaćena nekoliko desetljeća, dok znanstvenici Sveučilišta Alberta nisu ponovo pregledai fosile. Nedavno istraživanje pokazalo je da je Dyoplosaurus u stvari validan takson, koji se od Euoplocephalusa razlikuje prema jedinstvenim osobinama, uključujući i trokutne pandže.

## Paleobiologija
Euoplocephalus je živio mnogo duže, i bio je pripadnik mnoštva različitijih fauni, nego bilo koji njegov suvremenik (s tim da je moguće da ostaci Euoplocephalusa zapravo pripadaju različitim rodovima). Fosili Euoplocephalusa pronađeni su u formaciji Dinosaur Park i Horseshoe Canyon u Alberti, kao i u formaciji Judith River u Montani. Njegovi fosili stari su između 76,5 i 67 milijuna godina, tj. potječu iz razdoblja od kampanija do maastrihija tijekom kasne krede.
Repna toljaga ankilosaurida često se smatra njihovim oružjem. Kod Euoplocephalusa, prisutnost okoštalih tetiva samo na distalnoj polovini repa vjerojatno je omogućavalo takvu funkciju toljage. Budući da je samo distalni dio repa bio ukočen okoštalim tetivama, anteriorna polovima se i dalje mogla slobodno kretati postrance. Okoštale tetive prenosile su silu pri mahanju na toljagu i učvršćivale kralješke koji su držali toljagu. Toljagu je životinja navjerojatnije držala u zraku, iznad zemlje. Prema jednom istraživanju iz 2009.: "velikim toljagama mogla se stvoriti dovoljna sila za lomljenje kostiju, ali ne i prosječnim i malenim". Zaključeno je, također, da "je mahanje repom ponašanje koje je vjerojatno postojalo kod ankilosaurida, ali ostaje nepoznatno da li su se time koristili za obranu, borbu među mužjacima ili oboje".
Moguće je da je Euoplocephalus mogao trčati brzinom današnjih nosoroga i nilskih konja. Na temelju oblika spoja ramene kosti i ramena, te rasporeda mišića za kretanje naprijed u nadlaktici, čini se da je nadlaktica bila odmaknuta od tijela.
Oklop Euoplocephalusa možda je imao keratinsku prevlaku ili se nalazio u koži kao kod današnjih krokodila. Uz zaštitu, oklop je bio prožet krvnim žilama, pa je možda služio i za termoregulaciju.
Kosti očnih kapaka vjerojatno su štitile oči. Nalazile su se u mišićima očnih kapaka i vjerojatno su bile dovoljno pokretljive da bi se njima prekrile oči. Euoplocephalus je imao relativno malene oči, no to ne mora značiti da je imao ograničen vid, ali izgleda da je imao bolje razvijen njuh. Složeni dišni prolazi ukazuju na to da je Euoplocephalus imao dobar njuh, iako kod odljeva endokranija do sada nije pronađena povećana mirisna regija. Teresa Maryanska, koja je radila s mongolskim ankilosauridima, predložila je da su se dišni prolazi koristili za obradu zraka kao kod sisavaca, što je zaključila na temelju prisutnosti i rasporeda specijaliziranih kostiju, koje je Euoplocephalus imao.
Euoplocephalus, kao i ostali ankilosauri, bio je biljojed. Imao je široku njušku, što znači da nije bio izbirljiv pri hranjenju, možda slično kao i nilski konj. Stoga je zauzimao drugačiju nišu od tadašnjih nodosaurida s uskom njuškom. Za ankilosaure se smatra da su se hranili jednostavnim pokretima vilicom gore-dolje, ali čini se da je Euoplocephalus bio sposoban za složenije pokrete. Trošenje zuba i spoj čeljusti ukazuju na to da se pri hranjenju donja čeljust povlačila prema natrag i neznatno pivotirala prema unutra. Takve kretnje sjekle su hranu.

## Vanjske poveznice
- Euoplocephalus  Arhivirana inačica izvorne stranice od 3. kolovoza 2009. (Wayback Machine) iz Dino Directoryja Natural History Museuma u Londonu. (crteži), pristupljeno 27. svibnja 2014.